# Nick McCrory
Nicholas Montgomery "Nick" McCrory (ur. 9 sierpnia 1991) – amerykański skoczek do wody. Brązowy medalista olimpijski z Londynu.
Zawody w 2012 były jego pierwszymi igrzyskami olimpijskimi. Po medal sięgnął w skokach synchronicznych z wieży, partnerował mu David Boudia. Brał udział w kilku mistrzostwach świata, odnosił sukcesy na poziomie akademickim (jako student Duke University). Jego wuj Gordon Downie był pływakiem i medalistą olimpijskim w barwach Wielkiej Brytanii.